# Хайп Уилямс
Харолд „Хайп“ Уилямс е американски музикален видео- и филмов режисьор, филмов продуцент и сценарист.

## Ранни години
Уилямс е роден в Куинс. Той е от смесен афро-американски и хондураски произход. Посещава университета Аделфи. Първоначално, той показва работата си, като прави графити „тагове“ върху местни билбордове, витрини и детски площадки, използвайки името HYPE. Стилът му на графити е повлиян от художници като Кийт Харинг и Жан-Мишел Баския. Големият му пробив идва, когато започва да работи с Classic Concepts Video Productions. Лайънъл „Vid Kid“ Мартин и VJ Ралф Макданиелс дават първата работна възможност на Уилямс с компанията Filmmakers With Attitude moniker (FWA).

## Кариера

### Музикални видеоклипове
Наградите, които Уилямс получава за своята работа по видеоклипове, включват:
1. наградата Billboard Music Video Award за най-добър режисьор на годината (1996)
2. награда Jackson Limo за най-добър рап видеоклип на годината (1996) за Woo Hah!! Got You All in Check на Бъста Раймс
3. наградата NAACP (1997)
4. 8-ата годишна награда на Асоциацията за продуциране на музикални видеа за Black Music Achievement (1997),
5. Награда за музикален клип на Ем Ти Ви (MTV VMA) в категорията за най-добро рап видео (1998) за Gettin' Jiggy wit It на Уил Смит,
6. MTV VMA за най-добро видео на група (1999) за No Scrubs на Ти Ел Си и наградата BET
7. за най-добър режисьор (2006) за „Златотърсачка“ на Кание Уест.[3]
8. През 2006 г. Уилямс е отличен от Ем Ти Ви с наградата Michael Jackson Video Vanguard Award, връчена в чест на постиженията му като режисьор.[4]

В изданието на списание Playboy от декември 2007 г. Уилямс заснема снимките за корицата на Ким Кардашян.
През 2008 г. Уилямс режисира видеоклипа на Кание Уест за Heartless. Той също така режисира музикалния видеоклип за неговия сингъл "All of the Lights", чиято премиера беше на 19 февруари 2011 г.
От 2014 г. Кание Уест държи рекорда за изпълнител с най-много общи проекти с Уилямс; двамата са си сътрудничили по 20 музикални видеоклипа, започвайки през 2005 г. с музикалния видеоклип за Diamonds from Sierra Leone. Бъста Раймс е втори след Уест, като си сътрудничи с Уилямс върху 16 музикални видеоклипа, като се започне с дебютния соло музикален видеоклип Everything Remains Raw / Woo Hah!! Got You All in Check.

### Игрални и късометражни филми
През 1998 г. той режисира първия си и досега единствен игрален филм – Belly, с участието на рапърите Nas и DMX, издаден от Artisan Entertainment. През 1999 г. Уилямс подписва цялостен двугодишен договор с New Line Cinema за продуциране и режисиране на игрални филми. Първият му филм с New Line, Mothership, не се завършва. По-късно същата година Уилямс преговаря с Ем Ти Ви за разработване на анимационен сериал, който е описан като поглед зад кулисите към света на музиката и знаменитостите. Проектът също не вижда бял свят.
През 2000 г. Уилямс е нает да режисира филма на Warner Bros. Speed Racer. Той напуска проекта на следващата година, като филмът излиза през 2008 г. под ръководството на семейство Уашовски.
През 2003 г. Disney закупи филма на ужасите за зомбита Thrilla, чийто сценарий е на самия Уилямс. Проектът, чийто копродуцент е Гавин Полоун, отново не е завършен.
През 2010 г. Уилямс пише сценария на режисирания от Кание Уест късометражен филм Runaway.